# Graßmann-Algebra
Die Graßmann-Algebra oder äußere Algebra eines Vektorraums {\displaystyle V} ist eine assoziative, schiefsymmetrisch-graduierte Algebra mit Einselement. Sie ist – je nach Definition – Unteralgebra oder eine Faktoralgebra einer antisymmetrisierten Tensoralgebra von {\displaystyle V}  und wird durch {\displaystyle \Lambda V} dargestellt. Die Multiplikation wird als äußeres Produkt, Keilprodukt, Dachprodukt oder Wedgeprodukt bezeichnet. Ein Spezialfall dieses Produkts ist mit dem Kreuzprodukt verwandt. Anwendung findet dieser Kalkül nicht nur in der elementaren linearen Algebra (zum Beispiel in der Theorie der Determinanten), sondern vor allem in der algebraischen Geometrie und der Differentialgeometrie als Algebra der Differentialformen. In dieser Form geht die Theorie der alternierenden Differentialformen auf Élie Cartan zurück, der damit die bestehenden Begriffe der Flächentheorie vereinheitlichte. Antikommutative Produkte von Vektoren wie auch abstrakte Vektorräume überhaupt wurden erstmals 1844 von Hermann Graßmann betrachtet.

## Definition

### Äußere Potenz
Es sei {\displaystyle V} ein Vektorraum über einem Körper {\displaystyle K}. Weiter sei
{\displaystyle T^{k}(V)=\underbrace {V\otimes \cdots \otimes V} _{k{\text{-mal}}}}
(mit den Konventionen {\displaystyle T^{0}(V)=K} und {\displaystyle T^{1}(V)=V}). Der Untervektorraum {\displaystyle J^{k}(V)\subseteq T^{k}(V)} sei erzeugt durch Elementartensoren, bei denen zwei Faktoren gleich sind:
{\displaystyle J^{k}(V):=\mathrm {span} \left\{v_{1}\otimes \cdots \otimes v_{k}{\Big |}\;\exists i,j\in \{1,\dots ,k\};\,i\neq j\ \colon v_{i}=v_{j}\right\}}
Die {\displaystyle k}-te äußere Potenz ist dann definiert als der Quotientenraum
{\displaystyle \,\Lambda ^{k}(V)=T^{k}(V)/J^{k}(V)}.

### Äußere Algebra
Die direkte Summe
{\displaystyle J(V)=\bigoplus _{k=0}^{\infty }J^{k}(V)}
ist ein zweiseitiges, homogenes Ideal in der Tensoralgebra
{\displaystyle T(V)=\bigoplus _{k=0}^{\infty }T^{k}(V).}
Die äußere Algebra ist die Faktoralgebra
{\displaystyle \,\Lambda (V):=T(V)/J(V).}
Als Vektorraum aufgefasst ist dies isomorph zu
{\displaystyle \bigoplus _{k=0}^{\infty }\Lambda ^{k}(V)=\bigoplus _{k=0}^{\infty }T^{k}(V)/J^{k}(V).}
Für {\displaystyle k>\dim V} ist {\displaystyle \Lambda ^{k}(V)=\{0\}}.
Das Produkt in der äußeren Algebra wird traditionell als {\displaystyle a\wedge b} geschrieben.
Analog kann man die äußere Algebra von Moduln über kommutativen Ringen definieren.

### Alternierende Tensoren
Neben der oben angeführten Definition der äußeren Algebra gibt es noch weitere äquivalente Möglichkeiten die äußere Algebra zu definieren. Beispielsweise kann man die Elemente der äußeren Algebra als alternierende Tensoren auffassen. Im Folgenden sei die Charakteristik des Körpers {\displaystyle K} gleich 0.
Auf den homogenen Bestandteilen {\displaystyle T^{k}(V)} operiert jeweils die symmetrische Gruppe {\displaystyle S_{k}}. Ein Tensor {\displaystyle t\in T^{k}(V)} heißt alternierend, wenn
{\displaystyle \sigma (t)=\operatorname {sgn}(\sigma )\cdot t}
für alle Permutationen {\displaystyle \sigma \in S_{k}} gilt ({\displaystyle \operatorname {sgn}(\sigma )} ist das Signum der Permutation). Der Vektorraum der alternierenden Tensoren der Stufe {\displaystyle k} sei {\displaystyle A^{k}(V)\subseteq T^{k}(V)}.
Man kann jedem Tensor mit Hilfe der Antisymmetrisierungsabbildung (auch „Alternator“) {\displaystyle \operatorname {Alt} _{k}\colon T^{k}(V)\rightarrow A^{k}(V)} auf kanonische Weise einen alternierenden Tensor zuordnen. Sie ist definiert durch
{\displaystyle e_{1}\otimes \dotsb \otimes e_{k}\mapsto {\frac {1}{k!}}\sum _{\sigma \in S_{k}}\operatorname {sgn}(\sigma )(e_{\sigma (1)}\otimes \dotsb \otimes e_{\sigma (k)}).}
Sie ist eine Projektion auf {\displaystyle A^{k}(V)}. Dabei sorgt der Faktor {\displaystyle 1/k!} dafür, dass sie die Identitätsabbildung auf {\displaystyle A^{k}(V)} ist, also alternierende Tensoren auf sich abbildet.
Mit dem Produkt
{\displaystyle a\wedge b={\frac {(k+l)!}{k!\,l!}}\operatorname {Alt} _{k+l}(a\otimes b)}
für {\displaystyle a\in A^{k}(V),b\in A^{l}(V)} und bilinearer Fortsetzung entsteht insgesamt im Raum {\displaystyle \textstyle A(V)=\bigoplus _{k=0}^{\infty }A^{k}(V)} der alternierenden Tensoren eine assoziative, antikommutativ-graduierte Algebra. Die kanonische Abbildung {\displaystyle A(V)\to \Lambda (V)} ist ein Algebrenisomorphismus.

## Eigenschaften
In diesem Abschnitt wird auf die wesentlichen Eigenschaften der äußeren Algebra wie ihre Graduierung und die universelle Eigenschaft und auf ihr Produkt eingegangen. Vorausgesetzt wird dafür immer, dass {\displaystyle V} ein {\displaystyle n}-dimensionaler Vektorraum ist.

### Äußeres Produkt
Das Produkt {\displaystyle \wedge } der äußeren Algebra ist assoziativ. Außerdem ist es kommutativ-graduiert, das heißt, es gilt
{\displaystyle a\wedge b=(-1)^{kl}b\wedge a}
für {\displaystyle a\in \Lambda ^{k}(V)} und {\displaystyle b\in \Lambda ^{l}(V)}. Insbesondere ist {\displaystyle v\wedge v=0} für alle {\displaystyle v\in V}, aber im Allgemeinen ist {\displaystyle a\wedge a\neq 0} für {\displaystyle a\in \Lambda ^{k}(V)} mit {\displaystyle k} gerade.
In der Terminologie der Supergeometrie verwendet man statt kommutativ-graduiert den äquivalenten Begriff superkommutativ und mit Hilfe des Superkommutators {\displaystyle [{\cdot },{\cdot }]} lässt sich die Bedingung der Superkommutativität ausdrücken als
{\displaystyle [a,b]=0}
für {\displaystyle a\in \Lambda ^{k}(V)} und {\displaystyle b\in \Lambda ^{l}(V)}.
Ist {\displaystyle f} eine {\displaystyle p}-Form und {\displaystyle g} eine {\displaystyle q}-Form, so lautet die explizite Formel für das äußere Produkt von {\displaystyle f} und {\displaystyle g} für beliebige endlichdimensionale Vektorräume (und für unendlichdimensionale Banachräume):
{\displaystyle (f\wedge g)(v_{1},\ldots ,v_{p},v_{p+1},\ldots ,v_{p+q})={\frac {1}{p!q!}}\sum _{\sigma \in \operatorname {Sym} _{p+q}}\operatorname {sgn}(\sigma )f(v_{\sigma (1)},\ldots ,v_{\sigma (p)})g(v_{\sigma (p+1)},\ldots ,v_{\sigma (p+q)})},
wobei {\displaystyle \operatorname {Sym} _{p+q}} die symmetrische Gruppe der Ordnung {\displaystyle p+q} und {\displaystyle \operatorname {sgn}(\sigma )} das Vorzeichen der Permutation {\displaystyle \sigma } darstellen sollen.

### Graduierung, Basis und Dimension
Die äußere Algebra
{\displaystyle \Lambda (V)=\bigoplus _{m=0}^{n}\Lambda ^{m}(V)}
ist eine graduierte Algebra. Das heißt, sie kann als direkte Summe von Untervektorräumen, welche durch eine abelsche Gruppe indiziert werden, dargestellt werden, sodass das Algebraprodukt mit dieser Zerlegung verträglich ist. Für die äußere Algebra folgt dies direkt aus deren Definition: für die Untervektorräume der äußeren Potenzen {\displaystyle \Lambda ^{m}(V)} gilt {\displaystyle \Lambda ^{m}(V)\wedge \Lambda ^{n}(V)=\Lambda ^{m+n}(V)}.
Sei nun {\displaystyle e_{1},\dotsc ,e_{n}} eine Basis des {\displaystyle n}-dimensionalen Vektorraums {\displaystyle V}. Dann ist
{\displaystyle \{\,e_{i_{1}}\wedge \dotsb \wedge e_{i_{k}}\,|\,i_{1}<\dotsb <i_{k}\,\}}
eine Basis von {\displaystyle \Lambda ^{k}(V)}. Die Dimension ist {\displaystyle \dim(\Lambda ^{k}(V))={\tbinom {n}{k}}}. Insbesondere ist {\displaystyle \dim(\Lambda ^{k}(V))=0}, falls {\displaystyle k>n}.
Die Basis der äußeren Algebra erhält man dann durch Vereinigung der Basen aller Grade. Für die Dimension von {\displaystyle \Lambda (V)} gilt dann
{\displaystyle \dim(\Lambda (V))=\sum _{i=0}^{n}{\binom {n}{i}}=2^{n},}
wobei {\displaystyle {\tbinom {n}{i}}} den Binomialkoeffizienten bezeichnet. Es folgt, dass sich jedes Element der Graßmann-Algebra darstellen lässt als
{\displaystyle \sum _{I\subseteq \{1,\dotsc ,n\}}f_{I}\,e_{I},}
wobei die {\displaystyle 2^{n}} Koeffizienten {\displaystyle f_{I}} das Element bezüglich einer Basis {\displaystyle e_{1},\dotsc ,e_{n}} charakterisieren und {\displaystyle e_{I}:=e_{m_{1}}\wedge \dotsb \wedge e_{m_{k}}} mit {\displaystyle I=\{m_{1},\dotsc ,m_{k}\};\,i<j\,\Rightarrow \,m_{i}<m_{j}} ist.
Als Beispiel kann man den Vektorraum {\displaystyle \mathbb {R} ^{4}} mit der kanonischen Basis wählen. Der 3. Grad der äußeren Algebra {\displaystyle \Lambda (\mathbb {R} ^{4})} wird aufgespannt durch:
{\displaystyle \Lambda ^{3}(\mathbb {R} ^{4})=\operatorname {span} (\{(e_{1}\wedge e_{2}\wedge e_{3}),(e_{1}\wedge e_{2}\wedge e_{4}),(e_{1}\wedge e_{3}\wedge e_{4}),(e_{2}\wedge e_{3}\wedge e_{4})\})}
Durch Abzählen sieht man, dass {\displaystyle \dim(\Lambda ^{3}(\mathbb {R} ^{4}))=4} ist.

### Universelle Eigenschaft
Ist {\displaystyle V} ein Vektorraum (bzw. Modul) und {\displaystyle A} eine assoziative Algebra, so gibt es eine Bijektion zwischen
- den Homomorphismen von Vektorräumen (bzw. Moduln) {\displaystyle f\colon V\to A}, so dass {\displaystyle f(v)^{2}=0} für alle {\displaystyle v\in V} gilt

und
- den Algebrenhomomorphismen {\displaystyle \Lambda (V)\to A}.

## Skalarprodukt
Hat der Vektorraum {\displaystyle V} ein Skalarprodukt, so kann auch die äußere Algebra mit einem solchen ausgestattet werden. Dabei werden Unterräume verschiedenen Grades als orthogonal definiert. Innerhalb eines Unterraums genügt es, das Skalarprodukt auf reinen Produkten zu definieren. Seien {\displaystyle a_{1}\wedge \dots \wedge a_{m}} und {\displaystyle b_{1}\wedge \dots \wedge b_{m}} reine Produkte in {\displaystyle \Lambda ^{m}V}. Ihnen kann die Gramsche Matrix der Skalarprodukte zugeordnet werden. Dann kann das Skalarprodukt als Determinante der Gramschen Matrix definiert werden:
{\displaystyle \langle a_{1}\wedge \dots \wedge a_{m},\,b_{1}\wedge \dots \wedge b_{m}\rangle :=\det {\begin{pmatrix}\langle a_{1},b_{1}\rangle &\dots &\langle a_{1},b_{m}\rangle \\\vdots &&\vdots \\\langle a_{m},b_{1}\rangle &\dots &\langle a_{m},b_{m}\rangle \end{pmatrix}}}
Ist {\displaystyle V} der {\displaystyle n}-dimensionale Spaltenvektorraum, so kann zu {\displaystyle a_{1}\wedge \dots \wedge a_{m}} die Matrix {\displaystyle A=(a_{1},\dots ,a_{m})} definiert werden. Von dieser kann man die maximalen quadratischen Untermatrizen {\displaystyle A_{\alpha }} betrachten. Dabei ist {\displaystyle \alpha } ein Multiindex aus
{\displaystyle I_{m}:=\{\alpha \in \mathbb {N} ^{m}:\;1\leq \alpha (1)<\dots <\alpha (m)\leq n\}}
und {\displaystyle A_{\alpha }} besteht aus genau diesen Zeilen von {\displaystyle A}.
Es gilt folgende Identität nach dem Satz von Binet-Cauchy, im Falle {\displaystyle m=2} und {\displaystyle A=B} auch „Flächenpythagoras“ genannt:
{\displaystyle \det(\;(\langle a_{i},b_{k}\rangle )\;)=\det(A^{t}B)=\sum _{\alpha \in I_{m}}\det A_{\alpha }\cdot \det B_{\alpha }}

## Differentialformen
Das Hauptanwendungsgebiet der äußeren Algebra liegt in der Differentialgeometrie. Sei {\displaystyle M} eine {\displaystyle n}-dimensionale differenzierbare Mannigfaltigkeit. So wählt man den Kotangentialraum dieser Mannigfaltigkeit als zugrundeliegenden Vektorraum und bildet die äußere Algebra. Eine Differentialform ist ein Schnitt im Bündel dieser Vektorräume, also eine Abbildung, die jedem Punkt der Mannigfaltigkeit ein Element der äußeren Algebra über dem Kotangentialraum an diesem Punkt zuordnet. Diese Formen haben den großen Vorteil, dass man mit ihrer Hilfe kartenunabhängig auf einer Mannigfaltigkeit integrieren kann.

## Hodge-Operator
Sei {\displaystyle V} (wie oben) ein Vektorraum und {\displaystyle \Lambda ^{n}V} die äußere Algebra von {\displaystyle V}. Weiterhin sei {\displaystyle V}orientiert und mit einem Skalarprodukt versehen. Der Hodge-Operator oder Hodge-Stern-Operator ist ein natürlicher Isomorphismus  {\displaystyle *:\Lambda ^{k}V\rightarrow \Lambda ^{n-k}V}. Der Hodge-Operator ordnet also jedem {\displaystyle \omega \in \Lambda ^{k}V} auf eindeutige Weise ein {\displaystyle *\omega \in \Lambda ^{n-k}V} zu, das sog. „duale Element“ zu {\displaystyle \omega }. Ist {\displaystyle (e_{1},\dots ,e_{n})} eine orientierte Basis von {\displaystyle V}, so ist {\displaystyle *\omega } eindeutig durch die Formel
{\displaystyle \forall \eta \in \Lambda ^{k}V:\;\eta \wedge *\omega =\langle \eta ,\omega \rangle \cdot e_{1}\wedge \dots \wedge e_{n},}
festgelegt. Zum Beispiel gilt, falls {\displaystyle (e_{1},\dots ,e_{n})} zusätzlich eine Orthonormalbasis ist,
{\displaystyle *(e_{1}\wedge \dots \wedge e_{k})=e_{k+1}\wedge \dots \wedge e_{n}}
für {\displaystyle k=0,\dots ,n} (wobei das leere Produkt, für {\displaystyle k=0} oder {\displaystyle k=n}, als 1 zu interpretieren ist). Der Hodge-Operator kann also als algebraische Verallgemeinerung des geometrischen Begriffs des orthogonalen Komplements von Unterräumen von {\displaystyle V} aufgefasst werden.

### Beziehung zum Kreuzprodukt und Spatprodukt (Hodge-Dualität von Vektoren) und Begriffen der Physik
Sei {\displaystyle \mathbf {e} _{1},\mathbf {e} _{2},\mathbf {e} _{3}} die kanonische Basis des {\displaystyle \mathbb {R} ^{3}} und {\displaystyle \alpha =a_{1}\mathbf {e} _{1}+a_{2}\mathbf {e} _{2}+a_{3}\mathbf {e} _{3},\beta =b_{1}\mathbf {e} _{1}+b_{2}\mathbf {e} _{2}+b_{3}\mathbf {e} _{3}\in \Lambda ^{1}(\mathbb {R} ^{3})} seien zwei Elemente aus der äußeren Algebra (bzw. äußeren Potenz) des reellen Vektorraumes. Mit {\displaystyle *} wird der Hodge-Operator bezüglich des Standard- (euklidischen) Skalarprodukts und der Standardorientierung bezeichnet. Für das äußere Produkt von {\displaystyle \alpha } und {\displaystyle \beta } gilt mithilfe des Distributivgesetzes
{\displaystyle {\begin{array}{rl}*(\alpha \wedge \beta )=&*((a_{1}\mathbf {e} _{1}+a_{2}\mathbf {e} _{2}+a_{3}\mathbf {e} _{3})\wedge (b_{1}\mathbf {e} _{1}+b_{2}\mathbf {e} _{2}+b_{3}\mathbf {e} _{3}))\\[0.5em]=&*((a_{2}\mathbf {e} _{2}\wedge b_{1}\mathbf {e} _{1})+(a_{3}\mathbf {e} _{3}\wedge b_{1}\mathbf {e} _{1})+(a_{1}\mathbf {e} _{1}\wedge b_{2}\mathbf {e} _{2})\\&+(a_{3}\mathbf {e} _{3}\wedge b_{2}\mathbf {e} _{2})+(a_{1}\mathbf {e} _{1}\wedge b_{3}\mathbf {e} _{3})+(a_{2}\mathbf {e} _{2}\wedge b_{3}\mathbf {e} _{3}))\\[0.5em]=&*((a_{1}b_{2}-a_{2}b_{1})(\mathbf {e} _{1}\wedge \mathbf {e} _{2})+(a_{2}b_{3}-a_{3}b_{2})(\mathbf {e} _{2}\wedge \mathbf {e} _{3})+(a_{3}b_{1}-a_{1}b_{3})(\mathbf {e} _{3}\wedge \mathbf {e} _{1}))\,.\end{array}}}
Der Hodge-Operator ordnet im dreidimensionalen Raum dem Produkt der Basisvektoren {\displaystyle \mathbf {e} _{1}\wedge \mathbf {e} _{2}} den Vektor {\displaystyle \mathbf {e} _{3}} zu. Durch zyklisches Vertauschen der Indizes ergeben sich die Zuordnungen der anderen Basisvektoren. Damit ergibt sich das Kreuzprodukt im dreidimensionalen reellen Raum. Also kann man {\displaystyle *(\alpha \wedge \beta )} auf der äußeren Algebra als Verallgemeinerung des Kreuzproduktes verstehen. Mit Hilfe dieser Verallgemeinerung lässt sich ebenfalls der aus der Vektoranalysis bekannte Differentialoperator Rotation {\displaystyle \operatorname {rot} } auf den {\displaystyle n}-dimensionalen Fall verallgemeinern.
Das Spatprodukt dreier {\displaystyle a,b,c} Vektoren im {\displaystyle \mathbb {R} ^{3}} lässt sich entsprechend als Element {\displaystyle a\wedge b\wedge c} der dritten äußeren Potenz auffassen. Man beachte, dass der Hodge-Stern-Operator nur bezüglich eines Skalarprodukts und einer Orientierung definiert ist. Das äußere Produkt dagegen lässt sich unabhängig von einer solchen Wahl definieren.
Der klassischen Physik entstammende Größen, die in der Physik Pseudovektoren genannt werden, wie zum Beispiel eine magnetische Feldstärke oder ein Drehimpuls, lassen sich als Elemente von {\displaystyle \Lambda ^{2}(\mathbb {R} ^{3})} auffassen. Mit einem Pseudoskalar ist in vielen Fällen eine Größe gemeint, die sich als Element von {\displaystyle \Lambda ^{3}(\mathbb {R} ^{3})} verstehen lässt.

### Beziehung zur Determinanten-Theorie; Ausdehnungsmaß vonm-Vektoren
Noch einfacher ist der mit dem Hodge-Operator einhergehende Begriff der Dualität bei Skalaren: Diese sind dual zur Determinante einer {\displaystyle n\times n}-Matrix. Im Einzelnen:
Es sollen die gleichen Voraussetzungen wie im vorigen Abschnitt gelten; nur sei jetzt {\displaystyle m\geq 3} zugelassen, und es sei {\displaystyle n\geq m\,.} Wenn nunmehr, für {\displaystyle 1\leq i_{\nu }\leq n\,,} ein {\displaystyle m}-Bein der Form {\displaystyle \textstyle \gamma :=\sum _{\,i_{1}<i_{2}<\ldots <i_{m}}\,(a_{i_{1}}^{(1)}a_{i_{2}}^{(2)}\ldots a_{i_{m}}^{(m)})_{\,asy}\,\mathbf {e} _{i_{1}}\wedge \mathbf {e} _{i_{2}}\wedge \ldots \wedge \mathbf {e} _{i_{m}}} gegeben ist (also eine Summe von {\displaystyle \textstyle {\binom {n}{m}}} elementaren {\displaystyle m}-Beinen), dann ergibt wie oben das antisymmetrisierte Produkt {\displaystyle (a_{i_{1}}^{(1)}a_{i_{2}}^{(2)}\ldots a_{i_{m}}^{(m)})_{\,asy}}, bis auf ein alternierendes Vorzeichen, das von der jeweiligen Orientierung abhängt („Rechtshändigkeit“ versus „Linkshändigkeit“), das Hyperflächenmaß des  {\displaystyle m}-Beins dual zur jeweiligen „Basisrichtung“, also dessen {\displaystyle m}-dimensionales „Volumen“ im {\displaystyle \mathbb {R} ^{n}} bzw. {\displaystyle \mathbb {C} ^{n}\,.} Zugleich stellt dieser Ausdruck eine Unterdeterminante einer Matrix mit {\displaystyle m} Spalten und {\displaystyle n} Zeilen dar. Man erhält so auf elementare Weise, nämlich wegen der Multilinearität  und Multi-Assoziativität des angegebenen Ausdrucks, die bekannten Determinanten-Entwicklungsätze. Insbesondere ist das so erzeugte Volumenmaß (=Grundflächenmaß mal Höhe) des jeweiligen Parallel-Epipeds invariant gegen Verschiebungen parallel zur Grundfläche,  weil Determinanten von linear abhängigen Vektoren verschwinden.

## Beziehung zur Clifford-Algebra
Sei {\displaystyle q\colon V\times V\to K} eine symmetrische Bilinearform auf {\displaystyle V}.
Nun sei die zweistellige, bilineare Verknüpfung
{\displaystyle \circ :\Lambda (V)\times \Lambda (V)\to \Lambda (V)}
definiert durch
{\displaystyle {\begin{aligned}&(v_{1}\wedge \cdots \wedge v_{i})\circ (w_{1}\wedge \cdots \wedge w_{j})\\=&v_{1}\wedge \cdots \wedge v_{i}\wedge w_{1}\wedge \cdots \wedge w_{j}\\+&\sum _{k=1}^{\min\{i,j\}}\sum _{\overset {1\leq m_{1}<\cdots <m_{k}\leq i}{1\leq n_{1}<\cdots <n_{k}\leq j}}\;\sum _{\sigma \in P_{k}}(-1)^{ik+\sum _{\nu =1}^{k}(m_{\nu }+n_{\nu })}\;\mathrm {sign} \,\sigma \left(\prod _{\nu =1}^{k}q(v_{m_{\sigma (\nu )}},w_{n_{\nu }})\right)\\\cdot &v_{1}\wedge \cdots \wedge {\hat {v}}_{m_{1}}\wedge \cdots \wedge {\hat {v}}_{m_{2}}\wedge \cdots \wedge v_{i}\wedge w_{1}\wedge \cdots \wedge {\hat {w}}_{n_{1}}\wedge \cdots \wedge w_{j}\end{aligned}}}
für {\displaystyle v_{m},w_{n}\in V}. Die Hüte über den Faktoren bedeuten hier deren Auslassung im Produkt. Durch Einführen dieser neuen Verknüpfung als Multiplikation erhält man die Clifford-Algebra {\displaystyle \mathrm {Cl} (V,q)}. Insbesondere erhält man mit der Nullbilinearform wieder die Graßmann-Algebra: {\displaystyle \mathrm {Cl} (V,0)=\Lambda (V)}, da der Zusatzterm in der obigen Gleichung wegfällt und somit {\displaystyle \circ =\wedge } gilt.
Für einfache {\displaystyle v,w\in V} meint obige Definition die elementare Beziehung
{\displaystyle v\circ w:=v\wedge w+v\cdot w},
wonach das „geometrische“ Produkt {\displaystyle \circ } zweier Vektoren in einen antisymmetrischen Keilprodukt- und einen symmetrischen Skalarproduktanteil {\displaystyle v\cdot w:=-q(v,w)} zerlegt werden kann. Die Summe ist hier in der Graßmannalgebra definiert, wobei das Vorzeichen eine Frage der Konvention ist.